# Камышное (Челябинская область)
Камышное — деревня в Октябрьском районе Челябинской области. Входит в состав Уйско-Чебаркульского сельского поселения.

## География
Деревня находится в восточной части Челябинской области, на берегу озера Камышное (отсюда название), на расстоянии 42 км к юго-западу от села Октябрьское, административного центра района.

### Часовой пояс
Деревня Камышное, как и вся Челябинская область, находится в часовой зоне МСК+2. Смещение применяемого времени относительно UTC составляет +5:00.

## Население
| 2002 | 2010 |
| ---- | ---- |
| 364  | ↘261 |

## Улицы
- ул. Пионерская,
- ул. Солнечная,
- ул. Степная,
- ул. Центральная.